# Насу: Перелётная птица с чемоданом
«Насу: Перелётная птица с чемоданом»  (яп. 茄子 スーツケースの渡り鳥 Насу Су:цукэ:су но Ватаридори) — аниме в жанре комедия и спорт 2007 года, созданное студией Madhouse в формате OVA; основано на одноимённой манге Ио Куроды. Является сиквелом к аниме «Насу: Лето в Андалусии». Режиссёром выступил Китаро Косака совместно с Кэнъити Ёсидой.

## Сюжет
Команда велосипедистов «Pao Pao Beer», членом которой является главный герой Пепе, приехала в Японию, чтобы принять участие в велопробеге на Кубок Японии. Всадники наслаждаются японской культурой вместе с женщиной-волонтёром Хикару в качестве гида. Однако в конце этого года команда должна быть распущена, и все они думают о том, что делать дальше. Чокки, в частности, очень серьёзно воспринимает самоубийство своего лучшего друга, звёздного игрока Ронданини, сомневается в своей профессиональной жизни и намекает Пепе, что решается уйти из спорта.
В день самой гонки Пепе и Тотти оторвались от «стаи» и сформировали группу отрыва из пяти человек; среди них был Гилмур, ранее работавший в компании «Pao Pao Beer». Вскоре Пепе разбивается на мокрой дороге, а Тотти, потерявший ассистента, начинает отставать. Ближе к концу гонки, когда погода начала улучшаться, Занкони, находившийся в задней группе, внезапно начинает «сольную атаку» и догоняет лидирующую группу. Затем Занкони таинственным образом сходит с дистанции за один круг до финиша. В это время Пепе уже догнал лидирующую группу, потянув за собой Тотти, оставив ему спринтерский рывок к финишной черте, прежде чем тот выдохся. Начинается борьба за победу между Гилмуром и Тотти.

## Номинации и награды
- Фильм победил в номинации «лучшая OVA» на седьмом вручении наград Tokyo Anime Award, состоявшемся в 2008 году на Токийской международной выставке аниме[англ.][3][4].